# Десантные катера на воздушной подушке проекта 1209
Десантные катера на воздушной подушке проекта 1209 «Омар»  — код НАТО — Utenok — серия советских высокоскоростных  десантных катеров на воздушной подушке Советского ВМФ.
Относятся к кораблям 4-го ранга.

## Краткая история создания
Корабль создан в конце 1979 года как дальнейшее развитие десантных катеров типа «Скат». Главные конструкторы — Ю. П. Семенов и Ю. М. Мохов. Поскольку он не мог транспортировать технику и крупные грузы, было построено только 2 корабля.

## Описание
- Масса катера — 54 т;
- Максимальная скорость — 60 уз;
- Вооружение — спаренный 12,7-мм пулемёт «Утёс-М» и гранатомет БП-30;
- Энергетическая установка — газотурбинный двигатель мощностью 6000 кВт;
- Дальность плавания — 300 миль, вместимость — 60/75 десантников или 6 т груза.